# Tommy Mörth
Tommy Jan Mörth (* 16. Juli 1959 in Stockholm) ist ein ehemaliger schwedischer Eishockeyspieler.

## Karriere
Tommy Mörth begann seine Karriere als Eishockeyspieler in seiner Heimatstadt bei Djurgårdens IF, für dessen Profimannschaft er in der Saison 1976/77 sein Debüt in der zweitklassigen Division 1 gab. Mit seiner Mannschaft erreichte er auf Anhieb den Aufstieg in die Elitserien. In dieser entwickelte sich der Angreifer zu einem der Führungsspieler seines Teams und gewann mit Djurgården in der Saison 1982/83 den schwedischen Meistertitel. Zur Saison 1978/79 wechselte der Linksschütze zu Malmö IF aus der zweitklassigen Division 1. Mit der Mannschaft stieg er in der Saison 1989/90 ebenfalls in die Elitserien auf. Er selbst schloss sich jedoch dem Järfälla HC aus der drittklassigen Division 2 an, bei dem er 1992 seine Karriere im Alter von 33 Jahren beendete.

### International
Für Schweden nahm Mörth im Juniorenbereich an der U18-Junioren-Europameisterschaft 1977 sowie der U20-Junioren-Weltmeisterschaft 1979 teil. Bei der U18-EM 1977 gewann er mit seiner Mannschaft die Gold-, bei der U20-WM 1979 die Goldmedaille. 
Im Seniorenbereich stand er im Aufgebot seines Landes bei den Weltmeisterschaften 1982 und 1983 sowie bei den Olympischen Winterspielen 1984 in Sarajevo. Bei den Winterspielen 1984 gewann er mit Schweden die Bronzemedaille.  

## Erfolge und Auszeichnungen
- 1977 Aufstieg in die Elitserien mit Djurgårdens IF
- 1983 Schwedischer Meister mit Djurgårdens IF
- 1990 Aufstieg in die Elitserien mit Malmö IF

### International
- 1977 Goldmedaille bei der U18-Junioren-Europameisterschaft
- 1979 Bronzemedaille bei der U20-Junioren-Weltmeisterschaft
- 1984 Bronzemedaille bei den Olympischen Winterspielen